# 後藤濶
後藤 濶（ごとう かつ、1861年9月14日 - 1889年10月28日）は、ハワイ王国時代のハワイ島における日系コミュニティで、指導的役割を果たしたことで知られる人物。記録上、ハワイにおいてリンチで殺害された後に、遺体を吊し上げで晒された、唯一の日系人とされている。
一部の文献等では、下の名前が「闊」や「潤」と表記されている場合もあるが、これらは誤りである。

## 生涯

### 生い立ち
文久元年8月10日（グレゴリオ暦1861年9月14日）に、相模国淘綾郡国府村（現：神奈川県中郡大磯町）寺坂で、小早川伊左衛門とサヨの間に、4男2女の長男として生まれる。幼名は勝蔵（かつぞう）。大磯にある墓碑には、「幼い頃から才能に溢れ、とりわけ勉学に秀でていた」といった旨の漢文が刻まれている。
1879年に、大住淘綾両郡役所の職員となるも、2年で退職。横浜市へ移住し、郡役所時代の上司（郡長）で自由民権運動家だった山口左七郎に対し、県議会における議論や大住淘綾両郡から選出された県議会議員の様子、県庁の人事を報告する役割を任されていた。また、新聞『横浜貿易日報』の編集・発行にも従事。そこでは、外国との貿易をはじめとする商業全般に関する情報を、取り扱っていたこともあって、勝蔵は次第に国外へ目を向けるようになった。1882年の正月に、山口へ宛てた自作の漢詩の中でも、その心情を吐露している。
やがて勝蔵は、英語の習得に努めるようになり、1884年に日本国政府がハワイへの官約移民の募集を始めると、それに名乗りを上げた。約2万8千人の希望者の中から選抜された943名の内の一人となると、同じ大磯からハワイへの官約移民に選ばれた後藤増五郎/ハル夫妻の養子となり、名を「後藤 濶」と改めた。

### ハワイ移住後

#### 契約労働者としての闘争
1885年2月8日に、移民船「シティ・オブ・トウキョウ」でハワイ王国オアフ島ホノルルに到着。後藤は、ハワイ島オオカラで、3年契約のプランテーション労働者となった。しかし、当時のハワイでは、1850年に制定された『主人と召使法（Master and Servants Act）』に基づき、契約労働が法的に認められ、サトウキビ農園での契約労働者は、半ば奴隷として扱われていた。日本人労働者は、白人農園主のもとで拘束され、サボタージュをしたと見なされた者には、罰金・投獄・鞭打ち等の厳しい罰が課された。
そこで、同年3月にオオカラの後藤をはじめとする13名を含めた、15名の日本人労働者は、農園における待遇改善を求めて、ストライキを実行した。加えて、官約移民制度の具体的な交渉を一任されていた、ロバート・W・アーウィン駐日ハワイ王国代理公使や中村治郎駐ハワイ日本国領事に仲介を求めたが、失敗に終わり、後藤達は裁判で罰金刑に処せられた。
事態は、日本の井上馨外相が、ハワイのウォルター・ギブソン外相に対し抗議声明を送るなど、両国の外交問題にまで発展。そのことから、領事館の書記生だった鳥居忠文は、ハワイ中の農園への巡回に乗り出し、同年12月に報告書をまとめた。同書の中で鳥居は、オオカラの後藤達12名を「元来怠け者で、熱心に働かない」としたうえで、「『純農』ではない労働者ばかりが、苦情を申し立てている」と記録した。
これを受け、翌1886年2月に中村に代わり赴任した安藤太郎総領事は、日本人通訳や医師への聞き取りを実施。そこで彼等は「医師に明確な診断が困難な症状を訴える、仮病を使おうとしている疑いがあるのは、後藤達12名だけ」と回答した。加えて、鳥居による巡回調査の際にも、同じ農園で働く広島県・山口県出身の『純農』労働者達は、労働状況に「満足」と回答していたことから、総領事館側は後藤達にも非があると判断。安藤は「以後、精勤することを誓う代わりに、これまでの裁判費用は農園主側が負担し、当分の間は医師と通訳を日夜巡回させる」という経営者側との和解案を、後藤達に提案して説得した。結果として、双方が合意に至り、事態はようやく収束を迎えた。

#### 商店主への転身と非業の死
1888年に、後藤はホノカアで食料品・衣類・日用雑貨等を取り扱う商店を開店。これは、ハワイ政府から営業許可を得ていた移民監督官の小野目文一郎から、それを委譲されたものだった。元々、商業目的でハワイへ渡った後藤は、念願かなって、官約移民として初めての商店主となった。
開店後の後藤の店は、他店よりも各商品を安く購入することが出来たことから、日本人移民だけでなく、先住民や白人の顧客も多く獲得し、月5~600ドルの売り上げを出すなど、経営は順調であった。
加えて、得意の英語を活かし、幾度となく日本人労働者と農園主による争議の交渉に当たり続けたことから、後藤はハワイ島の日系コミュニティにおける指導者とみなされ、人望を獲得するようになった。無論そのことは、白人の農園主や同業者からは、強い反感を買う結果を招くこととなった。
1889年10月28日、後藤は日本人労働者との会合を終え、夜一人で帰宅する途中に、複数の男性に襲われた。翌29日の早朝6時に、後藤は電柱に首を縄で吊るされた状態で、遺体として発見された。ハワイ島の保安官であるエドワード・ヒッチコックは、保安官代理のルーファス・ライマンから事件の報告を受け、有力な情報に対して、250ドルの報奨金を支払うことを決めた。

#### 事件の捜査と裁判
捜査の過程で、ホノカアでサトウキビ農園を経営し、自身の意向で日本人労働者を特に多く受け入れていた、後藤が殺害された当日に会合していた労働者の雇い主である、オハイオ州シンシナティ出身のロバート・オバランドと、後藤と同じくホノカアで商店を営み、オバランドが農園を開くにあたって、彼に借地権を売った、アイルランド系移民のジョセフ・ミルズが、容疑者として浮上。11月末までに、十分な証拠を積み重ねたうえで、オバランドの農園で監督を務めるトーマス・スティール、同農園の厩務員であるジョン・リッチモンド、ミルズの商店で馬の御者を務めるウィリアム・ブラボン、加えて先住民の精肉店従業員であるララの計4名が逮捕された。12月には、首謀者の一人と見なされたミルズと、彼の店の元従業員かつオバランドの農園の御者頭であるウィリアム・ワトソンも逮捕された。
1890年1月11日付で、鳥居総領事代理が青木周蔵外相宛てに送った、捜査状況を報告した機密文書では、オバランドについて、
日本人労働者達は、オバランドとの間に問題が発生した時には、後藤に相談し、英語が話せないため、後藤が通訳を務めた。後藤は常々、プランテーション経営者による不当な扱いには屈せず、裁判に訴え法廷で決すると、日本人労働者達と協議していた。そのため、オバランドは以前から、後藤の干渉を嫌い、日本人労働者達の居留地に再び足を踏み入れれば銃殺すると、後藤を脅迫していた。
と記した。
また同文書では、事件直前の状況について、
後藤が殺害された1週間程前に、オバランドの農園で火災が起こった際、7人の日本人労働者が、1人当たり20ドルの損害賠償金をオバランドから申し渡された。しかし、彼等はそのような要求をされる理由はないとして、後藤に相談。後藤は、日本人居住地で彼等の相談に乗り、帰宅途中に殺害された。1888年にホノカアへ移住して以来、日本人労働者達に、就業の拒否や訴訟という手段を含めた助言を与えるようになった後藤が、「目の上の瘤」となっていたオバランドは、「加害者の一人、あるいは首謀者」と見なされている。
と記述。更に、当日にオバランドとおぼしき人物が、馬に乗って現場を通過するのを目撃した者達がいたことを含めて、オバランドが事件に関与した間接証拠となるものが、多くあったことも記されている。
因みに、同文書ではミルズの犯行動機についても、
後藤の商売が好調であり、ホノカア地区で同業を営んでいる白人商人達に、少なからぬ影響を及ぼしている中、後藤を同地から退去させたいという思いは、平素からミルズの心の中にあったことは、疑うまでもなく、それが一つの原因と考えられる。
と言及している。
それでも、オバランドに関しては、逮捕に至る十分な証拠を得ることが、最後まで叶わず、ヒッチコック達は彼の逮捕を断念せざるを得なかった。
同年5月にハワイ島ヒロで行われた裁判において、白人12名の陪審員による審議の結果、アルバート・ジャッド裁判長は、被告4名に対し殺人罪ではなく過失致死傷罪を適用し、ミルズとスティールに懲役9年、ブラボンに懲役5年、ワトソンに懲役4年を宣告した。
この量刑に関して、鳥居は青木宛ての機密文書の中で、「日系コミュニティからは『一同は満足した様子』で、ハワイ王国政府は事件に対して『大いに配慮』し、『公平の判決が下ることになった』」と記した。また、ヒッチコックにはハワイ王国移住民局より、感謝の意を伝える書簡に加え、日本刀と書作品が送られた。これらは、被告達が有罪となり、一定の裁きが行われたことを一つの節目として、両国間に波風を立てず、事件の幕引きを図ることを重視した、総領事館と移住民局の意向が示されている。
結審から8ヶ月後には、故郷の神奈川県大磯町で、民権家達の手により、後藤の墓が建てられた。墓石には、民権家で後藤の友人でもあった鈴木房五郎による漢文が刻まれ、その大意は、
| 日本人労働者のために力を尽くし、少しも不正に屈することなく前進した。そのために逆恨みを買い、暴漢に襲われ、命を落とした。実に明治22年10月28日のことであった。これを耳にした者は皆嘆き、その若き死を惜しまない者はいなかった。〔中略〕仁を貫いて倒れ、義を貫いて命を落とす。これは、昔から最も尊ばれてきた人の生き方である。肉体は滅んだが、氏の名が朽ちることはない。 |

というものである。

## 逝去後

### 犯人達のその後
裁判で有罪となった4人の中で、刑期を全うしたのは、ワトソンだけだった。スティールは1892年9月に、刑務所の屋根裏から脱獄して、船でオーストラリアへ逃亡。ブラボンもまた、同年12月に脱獄し、サンフランシスコ行きの船に乗船した。
首謀者だったミルズは、1894年7月のハワイ共和国樹立の際に、刑期の半ばも満たすことなく、恩赦で出所した。これには、逮捕前は王国で数々の要職に就いていたミルズに対し、多くの有力者達が減刑を求める運動を起こしたことが、背景にあると考えられている。とある地元紙は、
| ホノカアの人々の殆どが、ミルズの恩赦の知らせに、驚き憤慨した。〔中略〕ミルズが9年の懲役を免れた時、多くの人々は刑期を全うするべきではないかと思った。ミルズは、ハマクア地方に次回の蒸気船で戻ってくるそうだ。温かく歓迎されることはなく、冷淡に受け止められることになるだろう。 |

と、ホノカアの人々によるミルズへの恩赦に対する、否定的な反応を描写した。因みに、出所後のミルズは、オアフ島で余生を過ごした。
事件への関与が疑われながらも、逮捕されなかったオバランドは、1891年まで農園の経営を続けた。その後は、グアテマラへ拠点を移して、コーヒー産業に従事。1898年まで同国で暮らした。因みに農園は、グアテマラへ移住する際、別の人物に引き継がれた後、1894年に地元の製糖会社に譲渡された。ハワイがアメリカに併合された翌年の1899年に、オバランドは帰国し、マウイ島カフルイの製糖会社の経営者となり、1909年までその地位にあった。製糖業界から退いた後は、エンパイア映画シアターの事業主として、映画業界への参入を試みた。しかし、事業は上手くいかず、1910年にはシカゴの映画配給会社から、映画のレンタルや利子の未払いをめぐって訴訟を起こされ、事業から撤退した。以後は、ホンジュラス産のバナナ等を取り扱う会社に勤め、同国で暮らした時期もあった。晩年は再度帰国し、1929年に亡くなるまで、ホノルルで妻と余生を過ごした。因みに、亡くなった際の地元紙の報道では、オバランドを地元の製糖・映画産業に貢献した人物と評した一方で、後藤へのリンチ事件については、一切言及されなかった。オバランドの遺体は、嘗て南北戦争に従軍した廉で、アメリカ軍人を祀るテネシー州チャタヌーガ国立墓地に葬られた。

### 記憶の風化と掘り起こし
1939年10月15日に、ホノカア近郊のパアウハウにある、ハマクア浄土院敷地内の後藤の墓地で、後藤の義弟・石井傳吉を施主として、50周忌法要が営まれた。こうした供養の場は、地元の日系人達にとっては、2世以降の若い世代へ、後藤のリンチ事件を語り継ぐための貴重な機会となった。しかし、その2年後に日本軍による真珠湾攻撃をきっかけに、太平洋戦争が勃発。それに伴う形で、以前からハワイ社会に深く根差していた反日感情が高まったことで、後藤に関する口承は完全なタブーと化し、彼の記憶は風化することとなってしまった。
しかし、第二次世界大戦中の第442連隊戦闘団・第100歩兵大隊・MISによる貢献が高く評価されたことで、ハワイにおける日系人の社会的地位は、著しく向上した。多くの日系帰還兵達は、『1944年復員兵援護法』でロー・スクールをはじめとする大学・大学院に進学する機会を得て、政治的・社会的進出を果たした。1950年代には、2世の多くが成人年齢に達し、アメリカ市民として有権者となった。更に、1952年には『移民国籍法』が成立。1世に市民権の取得が認められ、宣誓を行った者には、選挙権も与えられた。このことから、日系人はハワイにおいて、あらゆる面で大きな影響を、及ぼし得る存在となった。その結果、1940年代まで、白人と一部の裕福な先住民を主体とする共和党により、政界を独占されていた状況が、1954年の準州議会議員選挙を機に一転。16名の日系人を含めた非白人の民主党員が、当選者の過半数を占める、後に「1954年ハワイ民主党革命」と呼ばれる事態が起きた。
また、第二次世界大戦中は戒厳令が敷かれ、エスニック活動を行うことを抑制されていたものの、本土のように大規模な強制収容や財産の没収などが行われず、家庭やコミュニティが損なわれることのなかった日系人達は、戦後すぐに日系文化を復興させる動きを、活発化させるようにもなった。
1966年2月には、小早川家の三男・關次郎の養女・嘉屋文子が、日本に渡って以来、48年ぶりに生まれ育ったホノカアを訪問。浄土院内にある後藤の墓石が、劣化しているのを目の当たりにして、地元の仏教団に修理を依頼。同年5月26日に、地元の日系人達により修築された墓石の前で、後藤の供養が行われた。
このような複合的な社会変化と、後藤の犠牲を風化させまいとする外的な要因は、ホノカアの日系人達が、彼の記憶についての「沈黙」を破る要因となった。

### 追悼式典の実施と記念碑の建立
1985年には、官約移民渡航100周年を迎えたことを機に、元ハワイ移民資料保存館館長のゲイロード・クボタと、元民主党ハワイ州議会下院議員の高嶺良登が、後藤の追悼式典の遂行を呼び掛けた。同年11月17日に、ハマクア浄土院で式典が執り行われた。ハワイ州副知事のジョン・ワイヘエは、式典における演説で、20世紀のハワイにおける労働運動の中でも、後藤の精神が生き続けていたことを指摘したうえで、
我々は、我々の立っている基盤を決して忘れてはなりません。我々は、ハワイのプランテーション社会の厳しい土壌に、社会的公正の種を蒔いた後藤濶のような人物を、記憶に止めなければなりません。我々は、今日我々が享受しているものの為に、如何に一般の人々が驚くべき犠牲を払ったかを、忘れてはなりません。彼の成したことは、日系人だけでなく、全てのハワイ州民を鼓舞するものであります。
として、民族の境界を越えて共闘した農園労働者達の運動に、彼が与えた影響の大きさを強調。後藤を「ハワイにおける労働運動の英雄」として称えた。
1989年10月29日には、ハマクア浄土院で再び後藤の追悼式典が実施された。これを機に、ホノカア本願寺教団理事長の古武實雄を筆頭に、上述した高嶺も含めた11名のメンバーにより、「義人・後藤濶顕彰委員会（Katsu Goto Memorial Committee）」が立ち上げられた。委員会による議論の結果、記念碑の用地には、人目に触れる機会の多い、ホノカアのメインストリートであるママネ通りに位置する州公有地が選ばれた。これは、後藤の墓地がホノカアの町外れという、人目につきにくい場所に位置していることと、リンチの現場でもあった同通りの付近には、事件の痕跡を示すものが、何も無かったことに起因している。委員会のメンバーで、父・良登の地盤を引き継いで、州下院議員となったドワイトによる、ハワイ州経理総務局との交渉の結果、州管轄の公有地に、記念碑を建立することが承認された。
1994年12月10日に、同地で記念碑の除幕式典が執り行われた。記念碑の碑文は、日英両語で書かれ、英文の側には、
| 「日本人商店主 後藤濶氏は、早朝6時に、ホノカア留置所から約100ヤードの電柱に吊るされて死亡しているのをが発見された…」 “Daily Pacific Commercial Advertiser” 1889年10月29日付 ハワイに渡る前に、英語を習得する先見の明があり、語学力を駆使して、砂糖業労働者のために、人間としての尊厳と公正な労働条件を達成しようとした。多くの人々は、彼をパイオニア的な労働界の指導者と見ている。彼の精神の永遠ならんことを… |

と、刻まれている。